# FSV Zwickau
FSV Zwickau, tysk fotbollsklubb i Zwickau. FSV Zwickau hette under DDR-tiden BSG Sachsenring Zwickau.

## Meriter
- Östtyska mästare 1950
- Östtyska cupmästare 1975

## Kända spelare
- Jürgen Croy